# 北海道道966号十胜岳温泉美瑛线
北海道道966号十胜岳温泉美瑛线（日语：北海道道966号十勝岳温泉美瑛線）是一条连结北海道上川综合振兴局管内空知郡上富良野町和上川郡美瑛町的普通道级道路（北海道道）。

## 道路概况
- 起点：北海道空知郡上富良野町国有無番地（十勝岳温泉）
- 終点：北海道上川郡美瑛町扇町
- 总距离：32.9千米

## 经过的自治体
- 上川综合振興局
  - 空知郡上富良野町
  - 上川郡美瑛町

## 主要连接道路
- 北海道道291号吹上上富良野线（起点）
- 北海道道353号美泽上富良野线（美瑛町美泽）
- 北海道道824号美泽美马牛线（美瑛町美泽）
- 北海道道213号天人峡美瑛线・北海道道543号上宇莫别美瑛停车场线（美瑛町旭町1丁目）
- 国道237号（终点）

## 历史
- 1979年（昭和54年）4月17日 - 路線勘定（北海道告示第1259号）

## 沿線
- 吹上温泉
- 十勝岳望岳台
- 十胜岳滑雪场
- 白金温泉

## 冬季禁止通行路段
- 10月下旬至来年的5月上旬期间，望岳台至吹上温泉間路段禁止通行，美瑛町一側起至十勝岳温泉、吹上温泉的路段不可通行。（上富良野一側起的路段在冬季依然可以通行）